# Boston, Revere Beach and Lynn Railroad
Die Boston, Revere Beach and Lynn Railroad (BRB&L) war eine amerikanische Eisenbahngesellschaft in Massachusetts. Die 1874 gegründete Gesellschaft verband Boston mit Revere Beach, Lynn und Winthrop. 1940 wurde die Gesellschaft liquidiert. 

## Geschichte

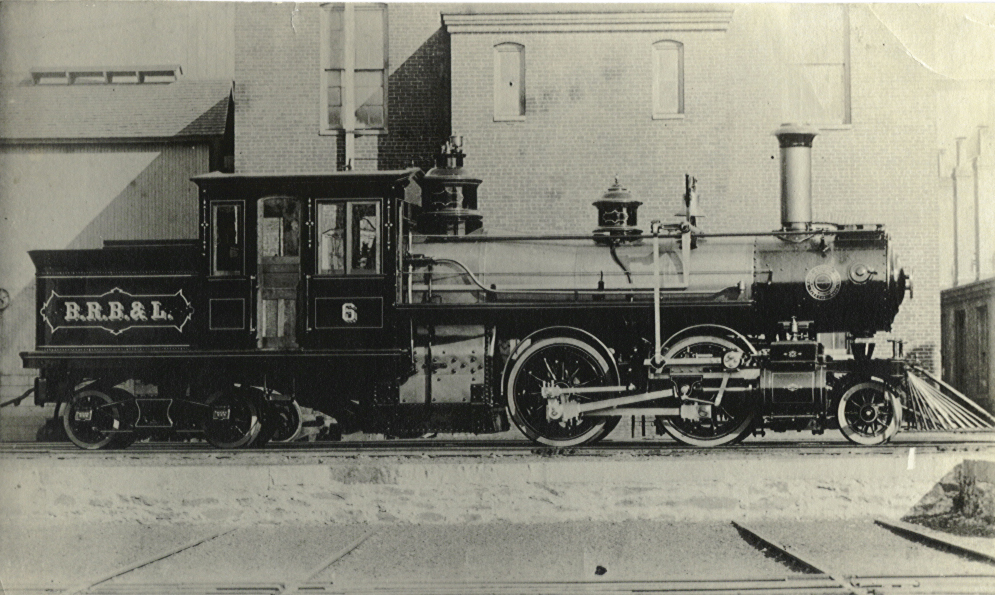
Lokomotive Nr. 6’’

Der örtliche Unternehmer Alpheus Blake gründete am 5. Mai 1874 die Boston, Revere Beach and Lynn Railroad. Die in der Spurweite von 914,40 mm (3 foot) ausgeführte Strecke führte entlang des Erholungsgebietes am Atlantikstrand der Massachusetts Bay von East Boston zur aufstrebenden Industriestadt Lynn. In East Boston bestand ein unternehmenseigener Fährverkehr zu den Rowes Wharf in Boston.
Die 14,2 Kilometer lange Strecke East Boston–Lynn wurde am 22. Juli 1875 eröffnet. In Eastern Boston bestand eine Fährverbindung zur Rowes Wharf in Boston. Eingesetzt wurden vor allem Lokomotiven der Bauart Mason. Die Personenwagen entsprachen in den Abmessungen denen für die Normalspur.
Der Betrieb war erfolgreich und es gelang einen Marktanteil von der konkurrierenden Eastern Railroad zu erobern. 1. Juli 1891 wurde die Boston, Winthrop and Shore Railroad übernommen. Damit bestand nun auch eine Verbindung nach Winthrop und Point Shirley. 1896 kam es zu einem Brand im Lokschuppen, bei dem die meisten Lokomotiven schwer beschädigt wurden.
1911 versuchte die New York, New Haven and Hartford Railroad die Gesellschaft zu übernehmen. Geplant war, die Strecke auf Normalspur umzuspuren und zu elektrifizieren. Die Boston, Revere Beach and Lynn Railroad hatte zu dieser Zeit eines der höchsten Verkehrsaufkommen in den Vereinigten Staaten. 1914 wurden über 7 Millionen Passagiere befördert. Deshalb befasste sich die Gesellschaft mit eigenen Elektrifizierungsplänen, um die Leistungsfähigkeit der Strecke zu steigern. Insbesondere die kurzen Abstände der Haltestellen und die hohe Zugfrequenz waren für einen Dampfbetrieb ungeeignet.
1919 und 1920 musste die Gesellschaft auf Grund hoher Betriebskosten Verluste schreiben. Auch die beginnende Konkurrenz des Autoverkehrs und von Buslinien machte sich bemerkbar. Ab Mitte der 1920er Jahre schrieb das Unternehmen wieder schwarze Zahlen. Mitte der 1920er Jahre wurden jährlich mehr als 13 Millionen Passagiere befördert. 1927 übernahm eine New Yorker Ingenieurgesellschaft die Kontrolle der Boston, Revere Beach and Lynn Railroad. Unmittelbar darauf begann man die Strecken der Gesellschaft für 1,4 Millionen Dollar mit 600 Volt Gleichstrom zu elektrifizieren. Die Arbeiten erfolgten durch General Electric und begannen im April 1928. Die Brücken für die Oberleitung errichtete man in einem Abstand von rund 90 Metern. Den Strom lieferten örtliche Kraftwerke mittels 2-kV- und 1-kV-Leitungen an die Gleichrichterstationen. Dies befanden sich in Lynn und Orient Heights. Von den 96 Personenwagen wurden 60 zu Triebwagen umgebaut. Dabei wurde ein Drehgestell mit zwei Elektromotoren GE-295A versehen. Außerdem erhielten die Wagen Führerstände, eine Mehrfachsteuerung sowie die notwendige elektrische Ausrüstung. Nach Abschluss der Bauarbeitern fuhr am 2. Dezember 1928 letztmals planmäßig eine Dampflokomotive. Durch die Elektrifizierung konnte die Fahrzeiten um 10 bis 15 Minuten zwischen den beiden Endpunkten verkürzt werden. 
Durch die im folgenden Jahr beginnende Weltwirtschaftskrise geriet auch die Boston, Revere Beach and Lynn Railroad in die wirtschaftliche Schieflage. 1934 wurde der Sumner-Tunnel zwischen Boston und East Boston eröffnet. Damit war es den Bostonern möglich, mit dem Auto oder dem Bus die bisher nur durch die BRB&L angefahrenen Ziele einfacher zu erreichen. Im gleichen Jahr wurde im Parlament von Massachusetts ein Gesetz eingereicht, nach dem die Boston Elevated Railway das Recht zum Erwerb der Strecke erhalten sollte. Dieses Gesetz wurde nicht beschlossen, jedoch erwarb die Boston Elevated Straßenbahnstrecken nach Revere und wurde damit zum direkten Konkurrenten der Boston, Revere Beach and Lynn Railroad.
1937 musste die BRB&L schließlich Konkurs anmelden. Nachdem 1938 die Hochbahn, die den Fähranlieger in Boston bediente eingestellt wurde, beantragte die Gesellschaft schließlich im Juli 1939 die Stilllegung der Strecke. Am 27. Januar 1940 fuhren letztmals die Züge und die Fähre. Die Gesellschaft wurde am 19. Juli 1940 aufgelöst.
Ein Teil des Gleisbettes zwischen East Boston und Revere wird seit 1952 von der Blue Line der Massachusetts Bay Transportation Authority genutzt.

## Dampflokomotiven
| Nummer  | Name    | Hersteller                               | Bauart  | Baujahr | Ausmusterung | Fabriknr.   | Bemerkung |
| ------- | ------- | ---------------------------------------- | ------- | ------- | ------------ | ----------- | --- |
| 1’      | ORION   | Mason Machine Works                      | B'2'    | 1873    | 1888         | 508         | an Nantucket Railroad als Nr. 1 SCONSET verkauft                                                                              |
| 2’      | PEGASUS | Mason Machine Works                      | B'3'    | 1875    | 1896         | 549         | nach dem Brand in Winthrop Junction (Orient Heights) verschrottet                                                             |
| 3’      | JUPITER | Mason Machine Works                      | B'2'    | 1875    | 1896         | 550         | 1883 an die Boston, Winthrop & Shirley Railroad verpachtet, nach dem Brand in Winthrop Junction (Orient Heights) verschrottet |
| 4’      | MERCURY | Porter Bell & Company                    | 1'B     | 1876    | 1896         |             | 1878 an die Boston, Winthrop & Shirley Railroad verpachtet, nach dem Brand in Winthrop Junction (Orient Heights) verschrottet |
| 5’      | LEO     | Hinkley Locomotive Works                 | 2'B     | 1876    |              | 1240        | verkauft an die Brown Company aus Florida                                                                                     |
| 6’      | DRACO   | Mason Machine Works                      | B'2'    | 1876    | 1885         | 559         | verschrottet |
| 1’’     |         | Hinkley Locomotive Works                 | 2'B     | 1879    | 1901         |             | verkauft an die Nantucket Railroad als Nr. 1                                                                                  |
| 4’’/7   |         | Mason Machine Works                      | (1'B)3' | 1882    | 1904/1929    | 683–684     | 4’’nach dem Brand in Winthrop Junction 1896 (Orient Heights) verschrottet 1920 bei ALCo aufgearbeitet, 1929 verschrottet      |
| 8’      |         | Mason Machine Works                      | (1'B)2' | 1883    | 1900         | 692         | verschrottet |
| 5’’     |         | Mason Machine Works                      | (1'B)2' | 1885    | 1929         | 720         | 1917 wiederaufgebaut, 1929 verschrottet                                                                                       |
| 6’’     |         | Mason Machine Works                      | (1'B)2' | 1886    | 1929         | 727         | 1920 bei ALCo wiederaufgebaut, 1929 verschrottet                                                                              |
| 9-10    |         | Mason Machine Works                      | 1'B2'   | 1887    | 1929         | 740–741     | verschrottet |
| 11-12   |         | Taunton Locomotive Manufacturing Company | (1'B)2' | 1890    | 1929         | 981–982     | 1917/1920 wiederaufgebaut, 1929 verschrottet                                                                                  |
| 2’’/3’’ |         | Manchester Locomotive Works              | (1'B)2' | 1899    | 1929         | 1707–1708   | verschrottet |
| 8’’/13  |         | Manchester Locomotive Works              | (1'B)2' | 1900    | 1929         | 1741–1742   | verschrottet |
| 14      |         | ALCO Manchester                          | 1'B2'   | 1902    | 1940         | 25872       | verschrottet |
| 1’’’/15 |         | ALCO Manchester                          | (1'B)2' | 1903    | 1929         | 27801–27802 | verschrottet |
| 4’’’    |         | ALCO Manchester                          | (1'B)2' | 1904    | 1929         | 30125       | verschrottet |
| 16      |         | ALCO Manchester                          | (1'B)2' | 1905    | 1929         |             | verschrottet |
| 17      |         | ALCO Manchester                          | (1'B)2' | 1906    | 1929         | 39054       | verschrottet |
| 18      |         | ALCO Manchester                          | (1'B)2' | 1907    | 1928         | 42268       | stürzte 1928 in den Hafen von Boston                                                                                          |
| 19–21   |         | ALCO Manchester                          | (1'B)2' | 1907    | 1929         | 42741–42743 | verschrottet |
| 22–23   |         | ALCO Manchester                          | (1'B)2' | 1912    | 1929         | 50830-50831 | verschrottet |
| 24–26   |         | ALCO Schenectady                         | (1'B)2' | 1914    | 1929         | 54590-54592 | verschrottet |

## Fährschiffe
| Name         | Baujahr | Herkunft                                                    | Verbleib                                                       |
| ------------ | ------- | ----------------------------------------------------------- | -------------------------------------------------------------- |
| Union        | 1875    | erworben von der New Bedford-Taunton Railroad               | 1899 verschrottet                                              |
| Oriole       | 1876    | erworben von der Providence, Warren and Fall River Railroad | 1878 verkauft an die Washington Railroad in Lunder             |
| City of Lynn | 1878    | hergestellt von den Bath Iron Works                         | 1918 zu einem Sandkahn umgebaut                                |
| Swampscott   | 1882    | hergestellt von D. D. Kelly & Son                           | 1908 an Portland für den Fährverkehr zur Peaks Island verkauft |
| Dartmouth    | 1889    | gebaut in East Boston                                       | 1939 stillgelegt                                               |
| Ashburnham   | 1905    | gebaut in Boston                                            | 1940 verkauft                                                  |
| Brewster     | 1906    | gebaut in Boston                                            | 1940 verkauft                                                  |
| Newtown      | 1908    | gebaut in Boston                                            | 1940 nach Portland abgegeben                                   |